# Judy, min vän
Chansons représentant la Suède au Concours Eurovision de la chanson
Det börjar verka kärlek, banne mej
(1968) Vita vidder
(1971)
Judy, min vän (« Judy, mon amie ») est une chanson interprétée par Tommy Körberg qui représente la Suède au Concours Eurovision de la chanson 1969 le 6 avril à Madrid, après avoir remporté le Melodifestivalen 1969.
Elle a également été enregistré par Tommy Körberg dans une version en anglais sous le titre Dear Mr. Jones (« Cher M. Jones »).

## À l'Eurovision

### Sélection
Le 1er mars 1969, ayant remporté le Melodifestivalen 1969 à Stockholm, la chanson Judy, min vän, interprétée par Tommy Körberg, est sélectionnée pour représenter la Suède au Concours Eurovision de la chanson 1969 le 29 mars à Madrid.

### À Madrid
La chanson est intégralement interprétée en suédois, langue officielle de la Suède, comme l'impose la règle de 1966 à 1972. L'orchestre est dirigé par Lars Samuelson (en).
Judy, min vän est la neuvième chanson interprétée lors de la soirée du concours, suivant De troubadour — l'une des quatre chanson lauréates de 1969 par la suite — de Lenny Kuhr pour les Pays-Bas et précédant Jennifer Jennings de Louis Neefs pour la Belgique.
À l'issue du vote, elle obtient 8 points et se classe 9e — à égalité avec Primaballerina de Siw Malmkvist pour l'Allemagne — sur 16 chansons,.

## Liste des titres
| A. | Judy, min vän    | Britt Lindeborg (en), Roger Wallis (en) |  |
| B. | Din tid är förbi | Jan Bråthe (sv), Henrik Salander (sv)   |  |

## Classements

### Classements hebdomadaires
| Classement (1969)    | Meilleure position |
| -------------------- | ------------------ |
| Norvège (VG-lista)   | 2                  |
| Suède (Svensktoppen) | 1                  |

## Historique de sortie
| Pays    | Date      | Format   | Label      |
| ------- | --------- | -------- | ---------- |
| Espagne | mars 1969 | 45 tours | Discophon  |
| Norvège | mars 1969 | 45 tours | Sonet (en) |
| Suède,  | mars 1969 | 45 tours | Sonet (en) |